# عبد علي (اسم)
عبد علي هو اسم عربي مكون من جزأين عبد و علي. وقد يشير اسم عبد علي إلى : 
- أحمد عبد علي (مواليد 1986) لاعب كرة قدم عراقي.
- نشأت أكرم عبد علي (مواليد 1984)، لاعب كرة قدم عراقي.